# ジャン2世 (アルマニャック伯)
ジャン2世（フランス語：Jean II, 1333年 - 1384年5月26日）は、アルマニャック伯、フェザンサック伯およびロデーズ伯（在位：1371年 - 1384年）、シャロレー伯（在位：1364年 - 1384年）、ロマーニュ子爵、オーヴィラール子爵。アルマニャック伯、フェザンサック伯およびロデーズ伯、ロマーニュ子爵およびオーヴィラール子爵のジャン1世と、フランス王ルイ9世の曾孫であるベアトリス・ド・クレルモンの息子。せむし伯（le Bossu）と呼ばれる。
父親の生存中より領主の称号を与えられ、その後母親からシャロレー伯位を継承した。また、ラングドックの統治も任されていた。

## 生涯

### 百年戦争
1351年より、ジャン2世は百年戦争に積極的に参加し、父親、上級領主であるブルゴーニュ公フィリップ3世あるいはベリー公ジャン1世、またはフランス王の下で戦った。
ブレティニー条約によれば、シャロレーの領主としてジャン2世は数年間戦った相手であるイングランド王エドワード3世およびその息子エドワード黒太子に屈辱的な敬意を払う必要はなかった。しかし、エドワード黒太子の行動に対応するフランス王シャルル5世からの呼びかけに対し一度だけ支援をし、最終的にこれはビスカヤをイングランドによる占領から解放することにつながった。

### フォワ家との和平
1379年にジャン2世はフォワ伯ガストン3世との間で和平を結び、娘ベアトリスとガストン3世の息子との結婚により関係を強化した。こうして、89年間にわたって南フランスの最も有力な二家が対立し続けた争いに終止符が打たれた。

### 裁判
弟のブルゴーニュ公に対するベリー公の陰謀により、ジャン2世は以下の容疑に対し弁護するために法廷に呼び出された。
- イングランドとの同盟関係を獲得したこと
- 傭兵団と同盟を結んだこと
- フォワ伯と協力してラングドックを共に領有しようと試みたこと

ジャン2世は1384年にアヴィニョンで亡くなったため、裁判を受けることはなかった。

## 結婚と子女
1359年11月21日、ペリゴール伯ロジェ・ベルナールとエレオノール・ド・ヴァンドーム（ヴァンドーム伯ブシャール6世の娘）の娘ジャンヌ・ド・ペリゴールと結婚した。2人の間には3子が生まれた。
- ジャン3世（1359年 - 1391年） - アルマニャック伯
- ベルナール7世（1363年 - 1418年） - アルマニャック伯、フランス王国軍総司令官[1]
- ベアトリス（1365年頃生） - 1379年にガストン・ド・フォワ（1381年没、フォワ伯ガストン3世の息子）と結婚、1382年1月27日にパルマ領主カルロ・ヴィスコンティ（ベルナボ・ヴィスコンティとレジーナ・デッラ・スカラの息子）と結婚[2][3]

また、以下の庶子をもうけた。
- ジャン（1409年10月8日没） - バタール・ダルマニャック（bâtard d'Armagnac）、マンド司教、オーシュ大司教[4]
- ベルトラン（1403年没） - バタール・ダルマニャック（bâtard d'Armagnac）、アルマニャックのヴィリエ城主